# Embriaci

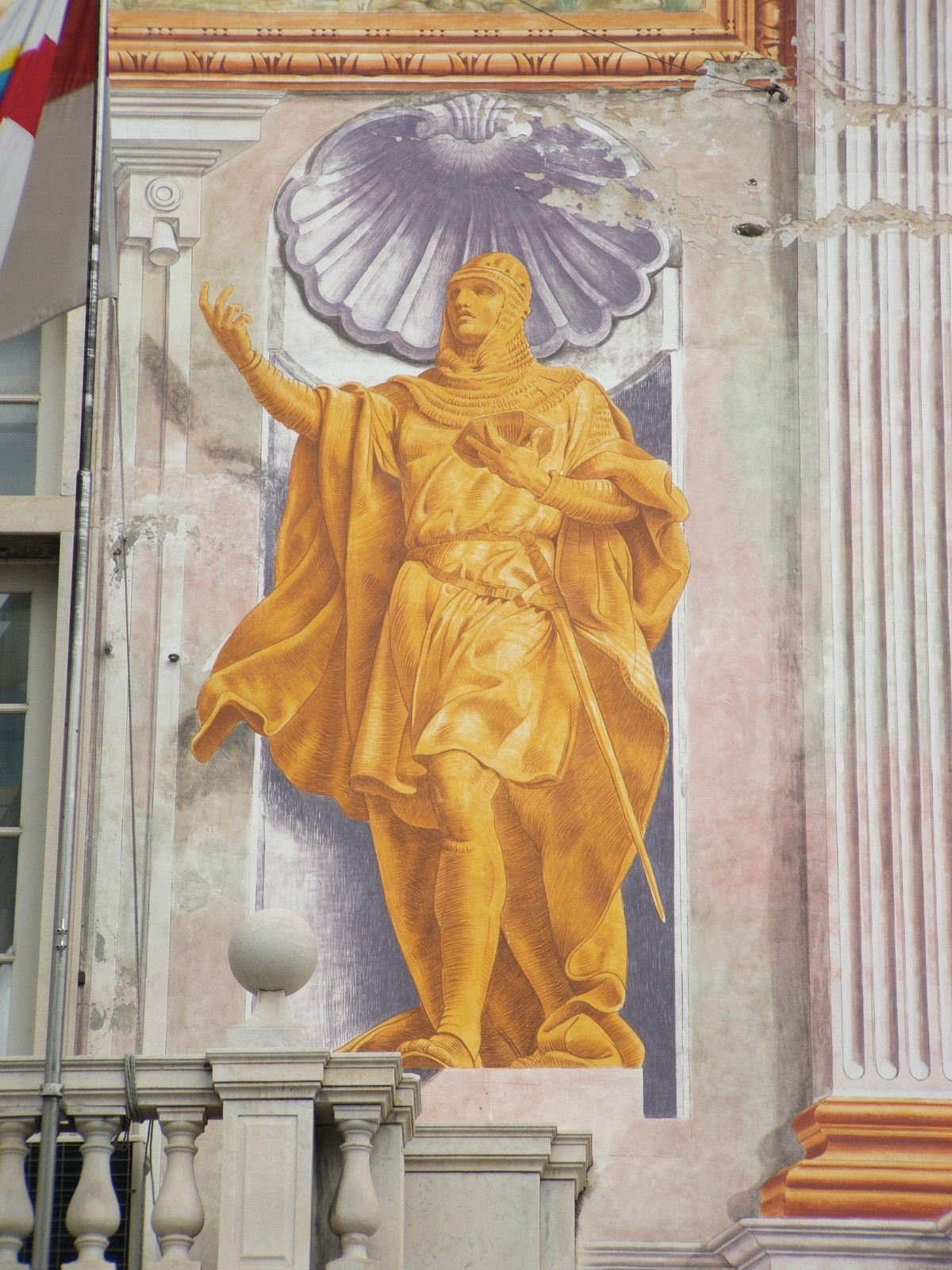
Guglielmo Embriaco testadimaglio com'è raffigurato con il Sacro Catino in mano sul prospetto principale di Palazzo San Giorgio, a Genova.

Gli Embrìaci furono una famiglia di avventurieri genovesi che ebbe una parte importante nella storia degli Stati crociati. 
Essi furono i Signori di Gibelletto (Giblet, Gibelet o Jebail), la storica Biblo (Jbeil) in Libano.
Arrivarono in Palestina sin dal 1099, con Guglielmo Embriaco e suo fratello Primo de' Castro.
Dal 1100 circa ebbero Gibelletto, che Bertrando di Tolosa diede a Ugo I Embriaco pochi anni dopo la conquista.
Il loro potere a Gibelletto durò - a parte l'occupazione di Saladino dal 1187 al 1197 - fino alla fine del XIII secolo, quando furono sconfitti da Boemondo VII di Tripoli, ed infine spinti via dall'avanzata dei musulmani.

## Dinastia
- Guglielmo I Embriaco (..- post 1110), fratello di Oberto Spinola. A lui la Repubblica di Genova deve il Catino di vetro color smeraldo conservato nella Cattedrale di Genova.
- Ugo I Embriaco di Gibelletto, Signore di Gibelletto (c. 1110 - ante 1136), sposò Adelasia
- Guglielmo II Embriaco di Gibelletto, Signore di Gibelletto (- 1157), figlio del precedente, sposò Sancha dalla quale ebbe quattro figli.
- Bertrando I Embriaco di Gibelletto, figlio del precedente, sposò Doleta, figlia di Stefano d'Armenia
- Ugo II Embriaco di Gibelletto, Signore di Gibelletto, figlio di Guglielmo II
- Ugo III Embriaco, Signore di Gibelletto (m. 1196), figlio del precedente, sposò Stefania de Milly, ed ebbe: 
  - Plaisance Embriaco di Gibelletto (m. c. 1218)[2], sposò Boemondo IV d'Antiochia
  - Guido I Embriaco, Signore di Gibelletto (1197-1241), sposò in 1204 Alice, figlia di Boemondo III d'Antiochia, ed ebbe:
    - Raimondo Embriaco di Gibelletto
    - Bertrando Embriaco di Gibelletto
    - Maria Embriaco di Gibelletto
    - Agnese Embriaco di Gibelletto, sposò Bartolomeo, Signore di Soudin
    - Enrico I Embriaco di Gibelletto, Signore di Gibelletto (m. c. 1271), sposò c. 1250 Isabella di Ibelin, ed ebbe: 
      - Baliano Embriaco di Gibelletto (m. 1313)
      - Baldovino Embriaco di Gibelletto (m. 1282)
      - Giovanni Embriaco di Gibelletto (m. 1282), sposò Alaman N (?)
      - Maria Embriaco di Gibelletto (m. c. 1290), sposò Baliano II di Ibelin, Signore consorte di Sidone titolare
      - Guido II Embriaco di Gibelletto, Signore di Gibelletto (m. 1282) sposò Margherita de Grenier di Sidone, figlia di Giuliano de Grenier, Signore di Sidone
        - Pietro Embriaco di Gibelletto, l'ultimo Signore di Gibelletto[3][4]
        - Maria Embriaco di Gibelletto (morì nel 1331 a Nicosia, dove fu sepolta), sposò c. 1295 Filippo di Ibelin, Siniscalco di Cipro e Gerusalemme (1253-1318)

### Ramo minore della famiglia
- Guglielmo di Gibelletto, figlio di Guglielmo II Signore di Gibelletto, sposò Fadie di Hierges ed ebbe: 
  - Ugo di Gibelletto (m. c. 1220), Signore di Besmedin, sposò Agnes de Ham ed ebbe: 
    - Raimondo di Gibelletto (m. c. 1253), Signore di Besmedin, sposò in prime nozze Margherita di Scandelion ed in seconde nozze Alice de Soudin, ed ebbe: 
      - Giovanni I di Gibelletto, sposò Poitevine, figlia di un Maresciallo di Tripoli
        - Giovanni II di Gibelletto (m. c. 1315), sposò Margherita du Plessis, non ebbe figli
        - Maria di Gibelletto

      - Ugo di Gibelletto, morto giovane
      - Enrico di Gibelletto (d. 1310), Signore of Besmedin, sposò Marguerite de Morf, non ebbe figli
      - Bertrando di Gibelletto, morto giovane
      - Eschiva di Gibelletto, sposò Raymundo Visconti
      - Agnese di Gibelletto
      - Susanna di Gibelletto, morto giovane
      - Maria di Gibelletto, sposò Guido de Montolif

    - Gerardo de Ham di Gibelletto (m. 1225)
    - Guglielmo II di Gibelletto (m. c. 1243), sposò Anna de Montignac, ed ebbe: 
      - Eudes di Gibelletto, morto giovane
      - Gerardo di Gibelletto, morto giovane
      - Giovanni III di Gibelletto, Signore di Saint-Foucy, sposò Gillette d'Angiller, ed ebbe: 
        - Guglielmo III di Gibelletto, sposò nel 1318 Maria de Verny, non ebbe figli
        - Maria di Gibelletto
        - Eschiva di Gibelletto (m. c. 1350), sposò Simon Petit (m. 1355/1338)

      - Stefania di Gibelletto, sposò Amaury le Bernier
      - Maria di Gibelletto, sposò Amaury le Flamenc
      - Eufemia di Gibelletto, morto giovane
      - Agnese di Gibelletto, morto giovane

    - Adamo di Gibelletto, Signore di Adelon
    - Agnese di Gibelletto, sposò Dietrich von Dendermonde